# Castillo de San Felipe de Lara

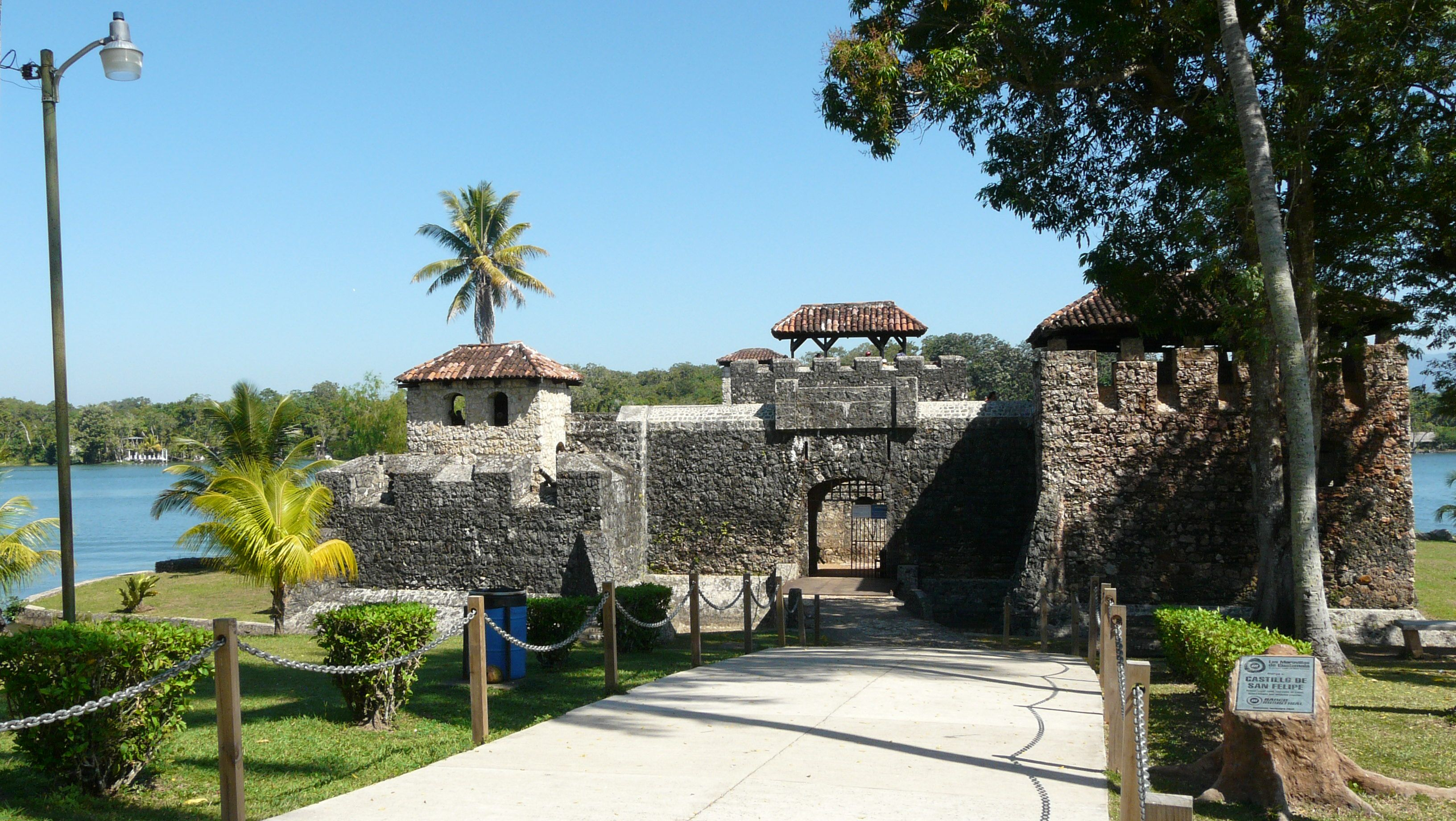
Castillo de San Felipe de Lara vanaf de landzijde

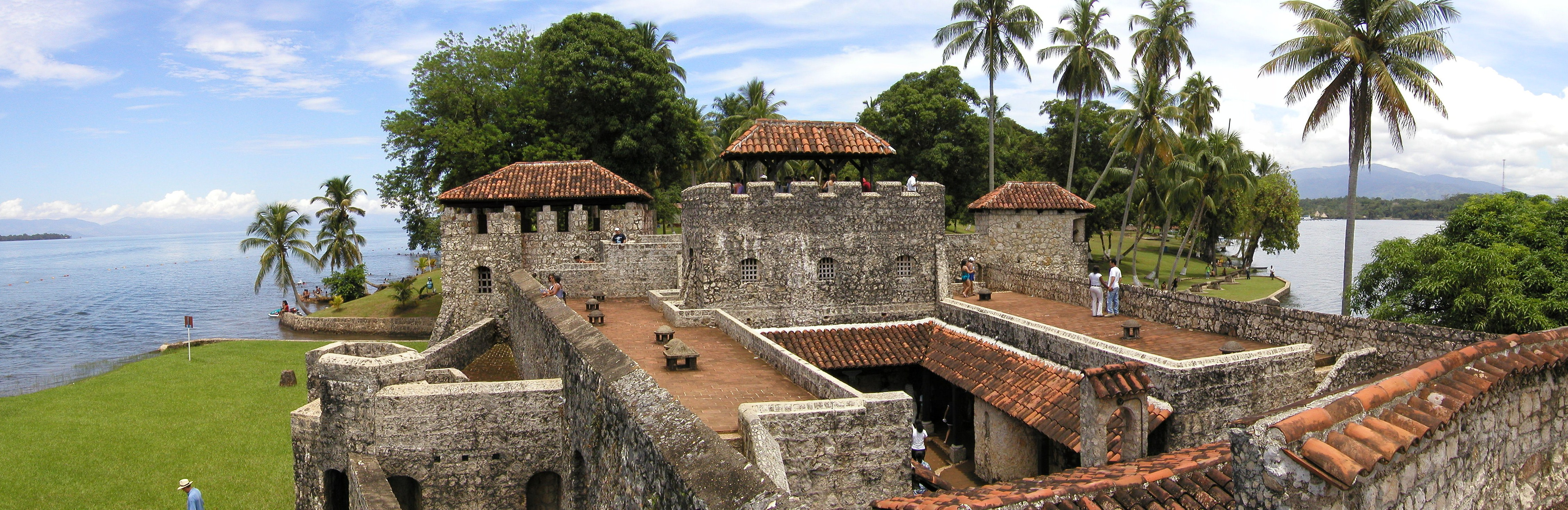
Zicht op interieur fort

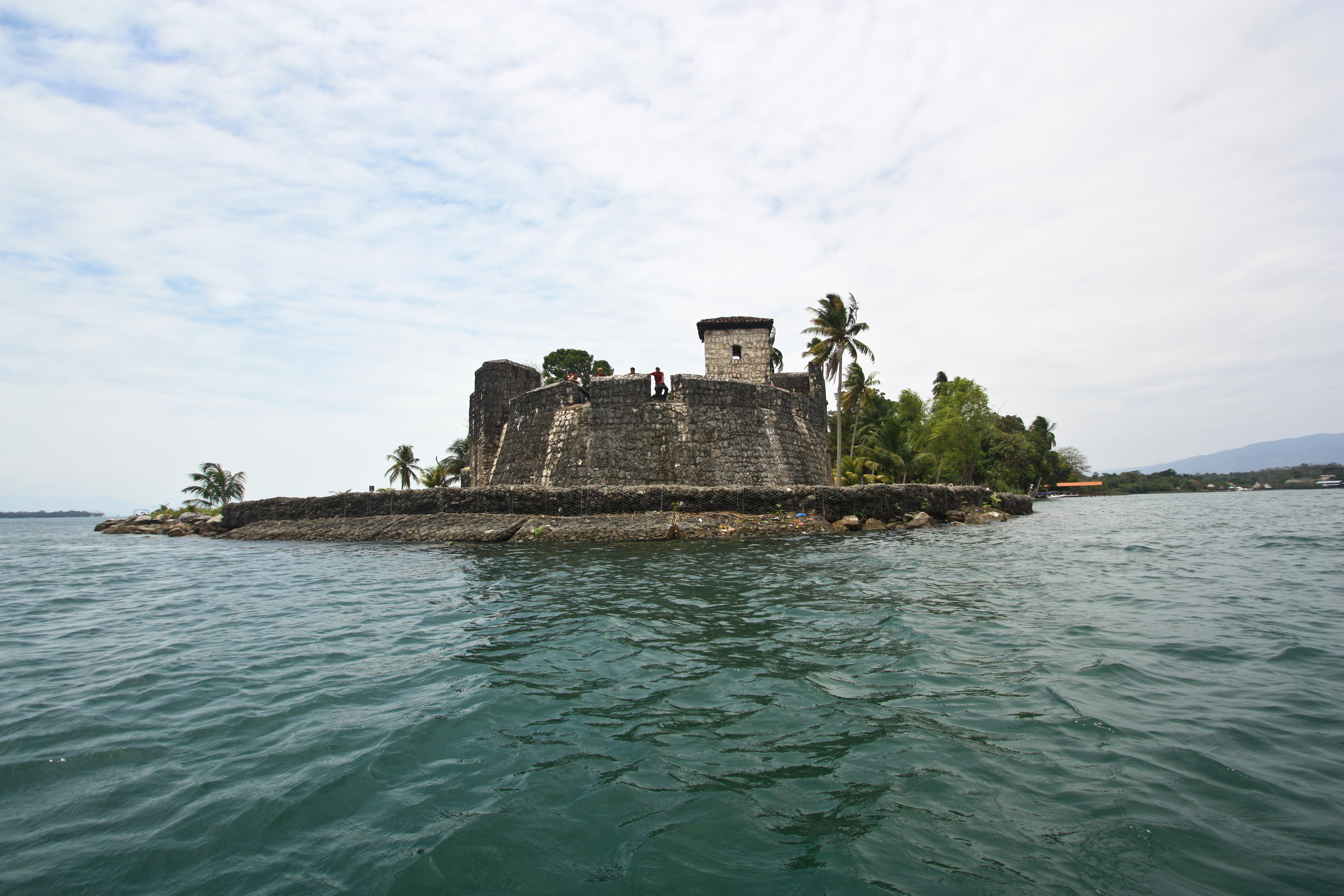
Zicht op fort vanaf het water

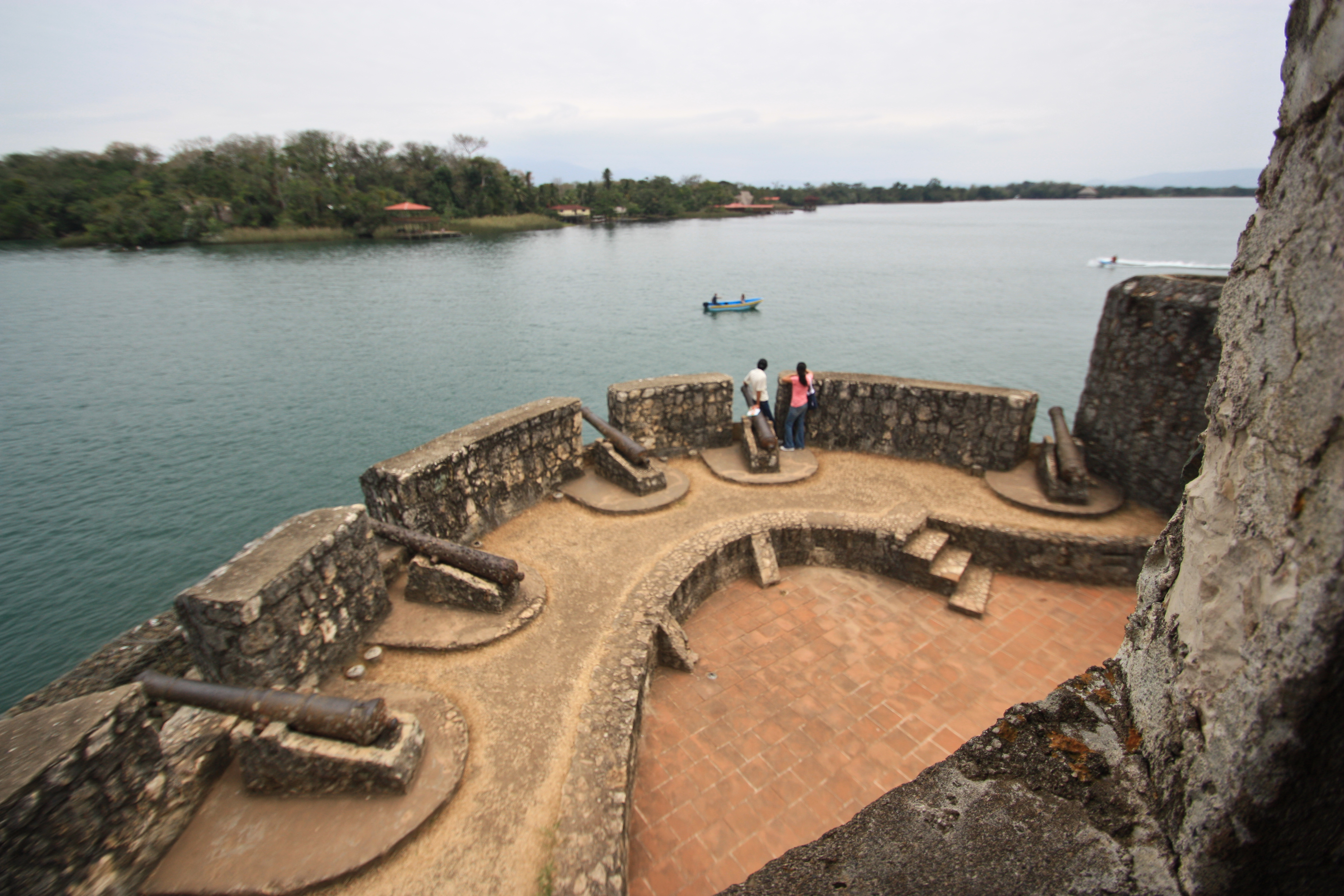
Zicht over de toegang tot het meer vanaf het fort

Castillo de San Felipe de Lara is een klein koloniaal fort in het oosten van het Latijns-Amerikaanse land Guatemala.
Het fort ligt aan de ingang van het Izabalmeer. Het werd hier in 1651 gebouwd in opdracht van koning Filips II van Spanje om te voorkomen dat piraten het meer vanuit de Caraïbische Zee konden bereiken.